# Prunasine
La prunasine, ou prunasoside, est un glycoside cyanogène, synthétisé par diverses espèces de plantes, notamment dans le genre Prunus, d'où son nom. Chimiquement, elle est le glucoside du (R)-mandélonitrile.

## Occurrence naturelle
La prunasine a une distribution assez large dans six familles de plantes, ptéridophytes (Polypodiaceae) et dicotylédones (Myrtaceae, Saxifragaceae, Rosaceae, Scrophulariaceae et Myoporaceae).
On la rencontre notamment chez les espèces du genre Prunus, par exemple Prunus japonica ou Prunus maximowiczii, ainsi que dans les amandes amères.
On en trouve aussi dans les feuilles et tiges d'Olinia ventosa, Olinia radiata, Olinia emarginata et Olinia rochetiana ou chez Acacia greggii.
Cette molécule est également présente dans le café de pissenlit, substitut du café.
Chez les Prunus, la prunasine se trouve dans les parties végétatives (feuilles, tiges) tandis que dans les graines (pépins, noyaux) on trouve de l'amygdaline.
La prunasine est proche de l'amygdaline et de la vicianine, deux autres hétérosides du (R)-mandélonitrile (respectivement gentiobioside et vicianoside). Elle est également un diastéréoisomère de la sambunigrine, qui en est elle le glucoside du (S)-mandélonitrile.

## Métabolisme
La prunasine bêta-glucosidase est une enzyme qui catalyse la réaction (R)-prunasine + H2O ↔  D-glucose + mandélonitrile.
L'amygdaline bêta-glucosidase est une enzyme qui catalyse la réaction  (R)-amygdaline + H2O ↔  (R)-prunasine + D-glucose.